# Australian Film Television and Radio School

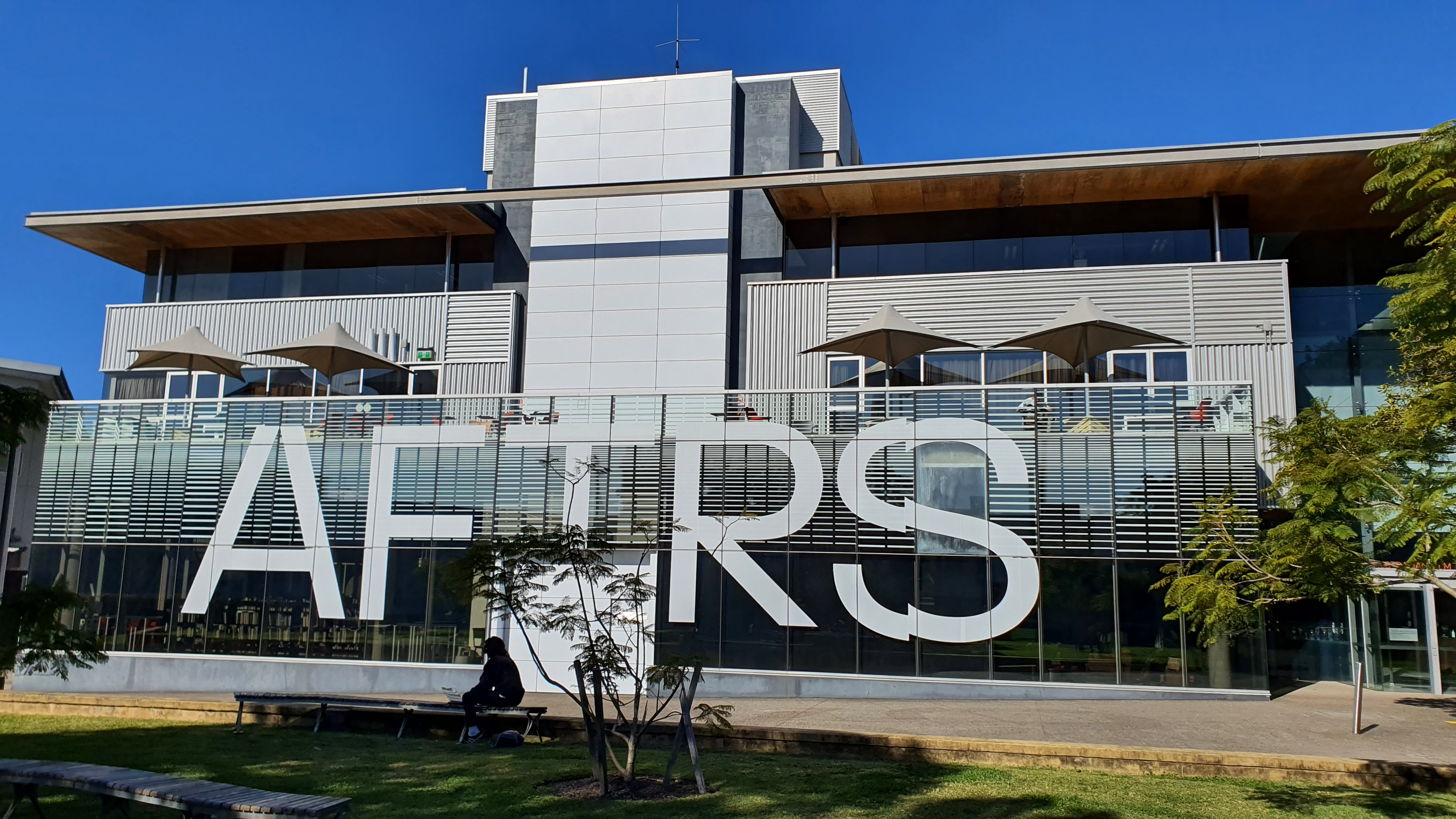
Australian Film Television and Radio School in Sydney (2023)

Die Australian Film Television and Radio School (AFTRS) ist eine staatliche Filmhochschule in Sydney. Sie wurde 1973 eröffnet, um die australische Filmindustrie wiederzubeleben. Vollstudium und Kurse umfassen die üblichen Berufszweige in den darstellenden Medien, nicht aber das Schauspiel.

## Bedeutende Absolventen
- Mario Andreacchio (* 1955)
- Dion Beebe (* 1968)
- Amanda Brown (* 1965)
- Jane Campion (* 1954)
- Melinda Doring
- Peter Grace
- Alister Grierson (* 1969)
- Rolf de Heer (* 1951)
- P. J. Hogan (* 1962)
- Pip Karmel (* 1963)
- Andrew Lesnie (1956–2015)
- Jocelyn Moorhouse (* 1960)
- Phillip Noyce (* 1950)
- Stuart Parkyn
- Sejong Park
- Alex Proyas (* 1963)
- Ivan Sen
- Benjamin Speed (* 1979)
- Rowan Woods (* 1959)